# 部落解放同盟

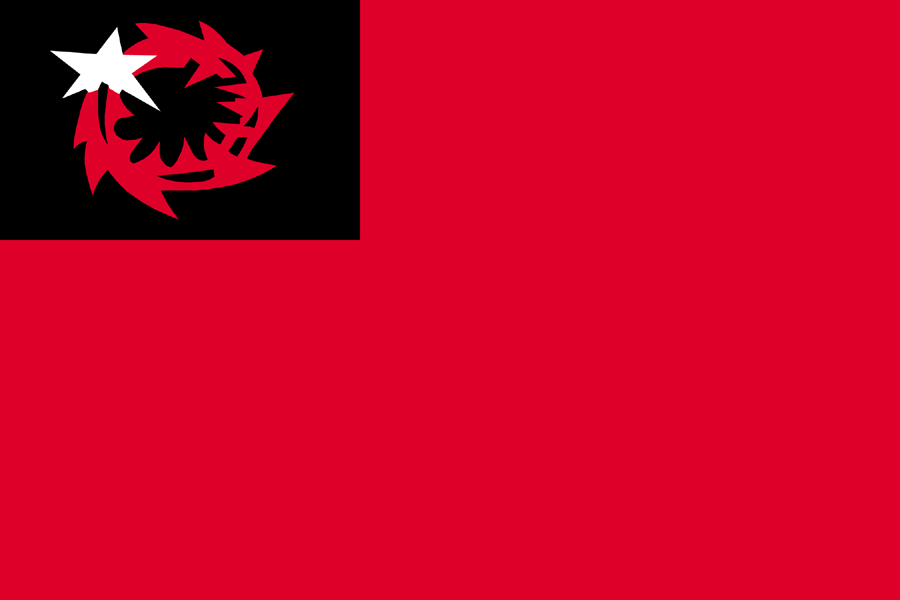
荆冠旗，部落解放同盟的旗帜

部落解放同盟（日语：／ Buraku kaihō dōmei），简称解放同盟、解同，是日本的一个政治团体。该组织的目的是寻求废除日本社会对部落民的歧视。

## 历史
部落解放同盟的前身是大正民主期间成立的全国水平社。该组织寻求部落民与其他日本人地位平等，每当开会之前，都要齐唱君之代、举行宫城遥拜，默祷阵亡的“英灵”。
1946年，松本治一郎将全国水平社改组为部落解放全国委员会。1955年8月，改为今名。